# Agustín Ambrosino
Agustín Ambrosino (Arroyo Cabral, Córdoba, 10 de agosto de 1990) es un baloncestista argentino. Actualmente juega para el Oderzo Basket, un equipo de la Serie B Interregionale de Italia.

## Trayectoria

### Etapa juvenil
Ambrosino comenzó a jugar al baloncesto en el Rivadavia de Arroyo Cabral, pasando luego a Ameghino de Villa María para terminar en el Hindú Club de Córdoba. En 2007 fue reclutado por el Real Madrid Baloncesto, coincidiendo en su arribo al club con su compatriota Maximiliano Martín. Con los madrileños Ambrosino llegó a disputar el International Junior Tournament, un importante certamen continental para jugadores juveniles. Luego de ello fue cedido al Majadahonda Spartans de la EBA.

### Etapa universitaria
En 2009 volvió a la Argentina fichado por Quimsa, pero tuvo escasa participación con el equipo profesional. A raíz de ello decidió migrar a los Estados Unidos e ingresar al circuito del baloncesto universitario de ese país. Sus primeras dos temporadas las jugó en la NJCAA con la camiseta de los Gulf Coast State College Commodores de Florida y de los Salt Lake Community College Bruins de Utah, hasta que en 2012 fue convocado por los BYU Cougars, el equipo de la Universidad Brigham Young que compite en la West Coast Conference de la División I de la NCAA. Allí compartiría plantel junto a Brandon Davies y Tyler Haws entre otros. 
En BYU sólo estuvo durante su temporada como junior, jugando desde la banca 32 partidos en los que promedió 1.8 puntos y 1.3 rebotes por encuentro. 

### Etapa profesional
Luego de su experiencia estadounidense, y tras haber jugado en las ligas de verano de España, Ambrosino retornó a su país para competir en los torneos locales. Bahía Basket le ofreció un contrato para jugar por una temporada en la Liga Nacional de Básquet: al culminar la misma registró promedios de 3 puntos y 1.3 rebotes por partido en 38 presentaciones, números menores de los que se esperaba de él. Por ese motivo los bahienses no le ofrecieron la continuidad, y el jugador tuvo que esperar hasta enero de 2015 para volver a la actividad, habiendo fichado con el Rocamora del Torneo Nacional de Ascenso.
A mediados de 2015 llegó a Deportivo Viedma, otro equipo del TNA, donde pudo jugar toda una temporada con un promedio de 19.1 minutos por partido. Al finalizar el certamen, partió nuevamente rumbo a España, pero esta vez como ficha del Hispagan UPB Gandia, un equipo de la LEB Plata.
Posteriormente tuvo un paso por el baloncesto boliviano, jugando en la Libobasquet con CAN de Oruro y Calero de Potosí (con ese último club también disputó la Liga Sudamericana de Clubes 2018). En el medio actuó en el Nuovo Basket Sora de la Serie C de Italia. 
Volvió a la Argentina a fines de 2018 fichado por Argentino de Junín, pero apenas jugó unos pocos partidos antes de unirse a Estudiantes Concordia para disputar el resto de la temporada.
Tras un breve paso por el Nacional Potosí, estuvo dos años en el Novo Basquete Brasil, jugando para São José y Cerrado. En 2021 desembarcó en el Sicoma Valdiceppo Perugia, un equipo de la Serie C Gold de Italia. Tras jugar dos temporadas allí, fichó con el Oderzo Basket de la Serie B Interregionale.

## Clubes
| Club                      | País      | Año             |
| ------------------------- | --------- | --------------- |
| Majadahonda Spartans      | España    | 2008 - 2009     |
| Quimsa                    | Argentina | 2009 - 2010     |
| Bahía Basket              | Argentina | 2013 - 2014     |
| Rocamora                  | Argentina | 2015            |
| Deportivo Viedma          | Argentina | 2015 - 2016     |
| Hispagan UPB Gandia       | España    | 2016 - 2017     |
| Calero                    | Bolivia   | 2017            |
| Nuovo Basket Sora         | Italia    | 2017 - 2018     |
| Nacional Oruro            | Bolivia   | 2018            |
| Calero                    | Bolivia   | 2018            |
| Argentino de Junín        | Argentina | 2018            |
| Estudiantes Concordia     | Argentina | 2019            |
| Nacional Potosí           | Bolivia   | 2019            |
| São José                  | Brasil    | 2019 - 2020     |
| Cerrado                   | Brasil    | 2020 - 2021     |
| Sicoma Valdiceppo Perugia | Italia    | 2021 - 2023     |
| Oderzo Basket             | Italia    | 2023 - Presente |